# Вихмар
Вихмар (нем. Wichmar) — община в Германии, в земле Тюрингия. 
Входит в состав района Заале-Хольцланд. Подчиняется управлению Дорнбург-Камбург.  Население составляет 231 человек (на 31 декабря 2010 года). Занимает площадь 5,38 км².